# 铀酰
铀酰离子是六价铀的含氧阳离子，化学式为UO2+
2。它具有线型结构，含有短的U–O键，表明铀原子和氧原子之间有多键。四个或以上的配体可以在以铀原子为中心的平向平面与铀酰离子键合。铀酰离子可以生成许多配合物，尤其是与有氧给体原子的配体键合而成的。铀酰离子的配合物在从矿物中提取铀和核燃料再处理中扮演主要的角色。铀在酸性溶液中，一般以正六价的铀酰离子形式存在。

## 制备
铀酰盐由三氧化铀UO3溶于酸如:(有机酸、硫酸、氢卤酸)而得到。常见的有六水合硝酸铀酰、二水合草酸铀酰、硝酸铀酰与碱金属M硝酸盐生成MNO3·UO2(NO3)2的铀酰复盐。

## 性质
溶液PH值值对铀酰聚合形式影响很大，一般当PH小于2.5时，铀是以单独的铀酰离子形式存在于溶液中。当PH大于2.5时，铀酰离子开始水解，同时会有聚合反应多核甚至笼状，最后生成的氢氧化物沉淀。影响水解的主要因素是铀酰离子的浓度和溶液的温度。铀酰离子与氢氧化钠溶液作用生成黄色的六水合重铀酸钠Na2U2O7·6H2O，经加热脱水得无水重铀酸钠Na2U2O7，称为“铀黄”或“钠黄”，是贵重的黄色颜料，用做玻璃、陶瓷的黄色釉料。
将醋酸铀酰的醋酸溶液与醋酸锌得到醋酸铀酰锌。

## 用途
矿物中提取铀和核燃料再处理中扮演主要的角色。
醋酸铀酰锌与钠离子作用生成醋酸铀酰锌钠黄色沉淀NaZn (UO2)3·(CH3COO)9·xH2O，用以鉴定钠离子。